# Kono (district)
Pour les articles homonymes, voir Kono.
Le district de Kono est un district de la province orientale de la Sierra Leone. Sa capitale et plus grande ville est Koidu Town. Motema est la deuxième ville la plus peuplée du district. Les autres grandes villes du district sont Yengema, Tombodu, Jaiama Nimikor et Sewafe . Le district est le plus grand producteur de diamants de la Sierra Leone. La population du district de Kono est de 505 767 habitants. Le district de Kono borde le district de Kenema au sud-ouest, la République de Guinée à l'est, le district de Koinadugu (en) au nord-est et le district de Kailahun (en) au sud-est. Le district de Kono est divisé en quatorze chefferies.
Le district de Kono est l'un des districts les plus ethniquement diversifiés de la Sierra Leone et abrite une grande population de nombreux groupes ethniques de la Sierra Leone, aucun groupe ethnique ne forment la majorité.
La population du district de Kono est diverse sur le plan religieux parmi les musulmans et les chrétiens, bien que les musulmans constituent la majorité de la population du district de Kono.
Avant la guerre civile, le district de Kono comptait bien plus de 600 000 habitants[réf. nécessaire] ; cependant, il a été dévasté pendant la guerre civile en Sierra Leone, qui a forcé de nombreux habitants à quitter le district. Le district a été lourdement pillé et constamment disputé en raison des riches réserves de diamants de la région.

## Gouvernement et politique
Le district de Kono est gouverné par une forme de gouvernement de conseil de district, qui est dirigé par un président du conseil de district, qui est responsable de la gestion générale du district. Le président du conseil de district est élu directement par les habitants du district de Kono tous les quatre ans. La salle du conseil du district de Kono, située dans la capitale du district, la ville de Koidu, est la salle officielle où se réunissent les membres du conseil du district de Kono. L'actuel président du conseil du district de Kono est Richard Abdulrahman Koninga du parti Congrès de tout le peuple (All People's Congress en anglais APC) qui a prêté serment le 26 janvier 2012, après avoir remporté les élections du conseil local du district de Kono. L' inauguration de Richard Abdulrahman Koninga à l ' hôtel de ville de Kenema dans la ville de Kenema a été suivie par le président Ernest Bai Koroma. Il a succédé à Finda Diana Konomanyi du All People's Congress (APC) dont le mandat a expiré en 2012, ce qui a conduit aux élections locales de 2012. La ville de Koidu Town est une municipalité et possède son propre conseil municipal, dirigé par le maire Saa Emerson Lamina.
Chacune des quatorze chefferies du district de Kono est dirigée par un chef suprême, très influent. Les chefs suprêmes détiennent des pouvoirs importants et sont très respectés dans toute la Sierra Leone.
Le district de Kono est similaire aux États swing dans la politique américaine, car le district n'est pas considéré comme un bastion politique d'aucun parti politique en Sierra Leone. Cela est principalement dû à la diversité ethnique de la population du district et au fait que deux des plus grands groupes ethniques de la Sierra Leone, les Mende et les Temne, ne forment pas une partie importante de la population du district de Kono. Les représentants du district de Kono au Parlement de la Sierra Leone sont à peu près égaux entre les membres du SLPP et de l'APC. Le district de Kono est une étape majeure de la campagne électorale lors des élections présidentielles en Sierra Leone.
Le district s'est récemment penché vers l'APC lors des élections municipales et locales tenues en 2008 et 2011, bien que le SLPP maintienne toujours un fort soutien dans le district. Le SLPP contrôlait auparavant le gouvernement local du conseil du district de Kono et le conseil municipal de Koidu, jusqu'en 2008, date à laquelle l'APC a pris le contrôle. Le SLPP a remporté le district de Kono lors des trois dernières élections présidentielles en Sierra Leone tenues en 1996, 2002 et 2007.
Lors de l' élection présidentielle de 2007 en Sierra Leone, le candidat présidentiel du SLPP Solomon Berewa a remporté le district sur le candidat de l'APC Ernest Bai Koroma, malgré le fait que le candidat à la vice-présidence de Koroma, Alhaji Samuel Sam-Sumana (en), et l'épouse de Koroma, Sia Koroma (en) sont tous deux originaires du district de Kono. Ahmad Tejan Kabbah du SLPP a remporté le district aux élections présidentielles de 1996 et 2002 en Sierra Leone.

## Religion
|  |  |  |  |  |

## Économie
Le district de Kono est le plus grand producteur de diamants de Sierra Leone. D' autres activités économiques importantes comprennent l'extraction de l'or et la production agricole de riz, de café et du cacao.

## Éducation
Les écoles secondaires les plus importantes sont: l'école secondaire Koidu, l'école secondaire Koidu Girls, l'école secondaire Ansarul Islamic Boys, l'école secondaire Ansarul Islamic Girls, l'école secondaire islamique Koidu, l'école secondaire des Frères musulmans de Sierra Leone, l'école secondaire Jaiama, l'école secondaire Yengema, Kono Model Academy, École secondaire Aziz Motema.

## sport
Kono abrite le club de premier league sierra-léonaise, les Diamond Stars FC de Kono. Le club est l'un des clubs de football les plus anciens, les plus grands et les plus populaires de la Sierra Leone. Le club a remporté la Coupe de Sierra léonaise de football en 1992. Les célèbres clubs de football locaux sont le Flamingo FC, le Rangers FC, le Cosmos FC et le Farmers FC.

## Divisions administratives

### Chefferies
Le district est composé de quatorze (chefferies, et il y a soixante-douze sections à travers le district) de la Sierra Leone, sur troisième niveau de subdivision administrative. Chaque chefferie a un dirigeant traditionnel connu sous le nom de chef suprême.
1. Fiama Chiefdom (en) – Njagbwema
2. Gbane Kandor Chiefdom (en) – Koardu
3. Gbane Chiefdom (en) – Ngandorhun
4. Gbense Chiefdom (en) – Yardu
5. Gorama Kono Chiefdom (en) – Kangama (en)
6. Kamara Chiefdom (en) – Tombodu (en)
7. Lei Chiefdom (en) – Siama
8. Mafindor Chiefdom (en) – Kamiendor
9. Nimikoro Chiefdom (en) – Njaiama
10. Nimiyama Chiefdom (en) – Sewafe (en)
11. Sandor Chiefdom (en) – Kaima (en)
12. Soa Chiefdom (en) – Kainkordu
13. Tankoro Chiefdom (en) – Bayama Tankoo
14. Toli Chiefdom (en) – Kondewakor

### Villes principales
- Koidu
- Motema (en)
- Yengema
- Tombodu (en)
- Yamandu
- Jaiama Nimikor (en)
- Sewafe (en)

### Villes et villages
- Foindu (en)
- Jaiama Sewafé
- Kaima (en)
- Kamiendor
- Kangama
- Ndoyogbo (en)
- Nemeseidu
- Ngiehun
- Njagbwema
- Njaiama
- Peyima
- Seïdu*
- Simbakoro
- Téféya
- Tomendeh (en)
- (Yardu)

(*Quidadu)
- (Bayama)
- (Chenedu)
- (Fada)
- (Koakor)

## La culture populaire
Le district de Kono a été le décor d'une grande partie de Blood Diamond, un film nommé aux Oscars avec Leonardo DiCaprio et Djimon Honsou.
Le nom Kono a également été utilisé dans le film Lord of War de 2005 comme nom de couverture du navire de mer Kristol pour tromper les agents d'Interpol à la recherche d'une cargaison d'armes illégales cachées dans la cargaison du Kristol.

## Personnalités notables du district de Kono
- Samuel Sam-Sumana (en), ancien vice-président de la Sierra Leone
- Johnny Paul Koroma, ancien chef d'État de la Sierra Leone
- Sia Koroma (en), première dame de Sierra Leone
- Hon. Chef suprême Sahr Fengai Korgbende Kaimachiande |||, ancien chef suprême député de Kono et ancien chef suprême de la chefferie de Gbense
- K-Man (en), musicien sierra-léonais
- Patrick Bantamoi (en), star du football
- Sam Bockarie, ancien dirigeant du RUF
- Solomon Musa (en), ancien vice-président du NPRC
- Sidique Mansaray, star du football
- SGM Fania, homme politique
- Komba Yomba (en), star du football
- Komba Mondeh (en), lieutenant-colonel à la retraite de l'armée sierra-léonaise
- Francis Koroma (en), star du football
- Sahr Hassan Yomba Président Kono District IT Association (KDITA)
- Fuambai Sia Ahmadu, anthropologue sierra-léonaise/américaine et militante des femmes